# Diocese de Barra
A Diocese de Barra (Dioecesis Barrensis) é uma circunscrição eclesiástica da Igreja Católica no Estado brasileiro da Bahia, criada pela bula Majus Animarum Bonum do Papa Pio X no dia 20 de outubro de 1913, com sede na cidade de Barra.

## História
- 20 de outubro de 1913: Constituída como Diocese da Barra pela Arquidiocese Metropolitana de São Salvador da Bahia

## Bispos
A diocese, que compreende os municípios de:  Barra, Brotas de Macaúbas, Buritirama, Gentio do Ouro, Ibotirama, Ipupiara, Itaguaçu da Bahia, Morpará, Muquém do São Francisco, Oliveira dos Brejinhos e Xique-Xique, ao longo de sua história, teve nove bispos.
|        | Nome                                      | Período   | Notas                                      |
| Bispos | Bispos                                    | Bispos    | Bispos                                     |
| ------ | ----------------------------------------- | --------- | ------------------------------------------ |
| 9º     | João Batista Alves do Nascimento, C.Ss.R. | 2023-     | Atual                                      |
| 8º     | Luís Flávio Cappio, O.F.M.                | 1997-2023 | Bispo emérito                              |
| 7º     | Itamar Navildo Vian, O.F.M.Cap.           | 1983-1995 | Nomeado bispo de Feira de Santana          |
| 6º     | Orlando Octacílio Dotti, O.F.M.Cap.       | 1976-1983 | Nomeado bispo coadjutor de Vacaria         |
| 5º     | Tiago Gerardo Cloin, C.Ss.R.              | 1966-1975 |                                            |
| 4º     | João Batista Muniz, C.Ss.R.               | 1942-1966 | Nomeado bispo de Valença                   |
| 3º     | Rodolfo das Mercês de Oliveira Pena       | 1935-1942 | Nomeado bispo de Pesqueira                 |
| 2º     | Adalberto Accioli Sobral                  | 1927-1934 |                                            |
| 1º     | Augusto Álvaro da Silva                   | 1915-1924 | Nomeado arcebispo de São Salvador da Bahia |